# 竹井英文
竹井 英文（たけい ひでふみ、1982年 - ）は、日本の歴史学者。東北学院大学文学部歴史学科教授。専攻は中近世移行期。
東国（関東・奥羽）を中心とした戦国時代・織豊期の政治社会史（特に豊臣惣無事令の再検討による、全国統一過程の実態と東国地域社会との関係）や戦国期の城郭史（特に城郭の年代・築城主体の解明を通じた戦国期城郭像の具体化、考古学・縄張論との学際的研究）を主な研究課題としている。

## 略歴
東京都生まれ。2005年千葉大学文学部史学科卒業、2011年一橋大学大学院経済学研究科博士後期課程修了、「織豊政権の全国統一過程と東国社会」で博士（経済学）の学位を取得。2014年に東北学院大学専任講師就任、2016年に准教授、2023年に教授へ昇任。

## 著書

### 単著
- 『織豊政権と東国社会―「惣無事令」論を越えて―』（吉川弘文館、2012年）
- 『戦国の城の一生 つくる・壊す・蘇る』（歴史文化ライブラリー、吉川弘文館、2018年）
- 『東日本の統合と織豊政権』(列島の戦国史7、吉川弘文館、2020年)

### 編著
- 『最上義光』 (シリーズ・織豊大名の研究）戎光祥出版 2017
- 『描かれた中世城郭-城絵図・屏風・絵巻物-』中澤克昭・新谷和之共編　吉川弘文館 2023年11月　ISBN　9784642084390

### 共著
- 日本史史料研究会編『秀吉研究の最前線 ここまでわかった「天下人」の実像』（洋泉社、2015年）
- 渡邊大門編『家康伝説の嘘』（柏書房、2015年）
- 峰岸純夫・齋藤慎一編『関東の名城を歩く 南関東編』（吉川弘文館、2011年）

### 論文
- 「房相一和と戦国期東国社会」（佐藤博信編『中世東国論上 中世東国の政治構造』岩田書院、2007年）
- 「戦国前期東国の戦争と城郭―「杉山城問題」に寄せて―」（千葉歴史学会編『千葉史学』第51号、2007年）
- 「境目国衆の居城と大名権力―相模津久井城掟の分析から―」（千葉歴史学会編『千葉史学』第53号、2008年）
- 「関東奥両国惣無事政策の歴史的性格」（『日本史研究』第572号、2010年）
- 「豊臣政権と武蔵府中―府中御殿の再検討―」（『府中市郷土の森博物館紀要』第26号、2013年）
- 「徳川家康江戸入部の歴史的背景」（『日本史研究』第628号、2014年）
- 織豊政権と「正典」：「天下」「惣無事」をめぐる研究動向 (特集 歴史の中の「正典」 : 外部/内部世界による分断・再編『歴史学研究』第938号、2015年）

### 講演・口頭発表等
- 「戦国時代の戦争と城館―「杉山城問題」を考える―」（江戸東京博物館2008年度秋期えどはくカルチャー「最先端城館研究」(2)戦国時代前半の城館―杉山城を中心に―、2008年11月）

## 所属学会
- 歴史学研究会
- 日本歴史学会
- 日本古文書学会
- 歴史科学協議会
- 千葉歴史学会